# Dècada del 370 aC
La dècada del 370 aC comprèn el període que va des de l'1 de gener del 379 aC fins al 31 de desembre del 370 aC.

## Esdeveniments
- Fundació de Megalòpolis
- Escriptura de La República

## Personatges destacats
- Gai Licini Calv Estoló
- Cal·lístrat d'Afidnes
- Praxíteles